# Bob Howard (Musiker)
Bob Howard (* 20. Juni 1906 in Newton (Massachusetts) als Howard Joyner; † 3. Dezember 1986) war ein US-amerikanischer Jazz-Pianist, Sänger und Bandleader.

## Leben und Wirken
Bob Howard kam 1926 nach New York und trat als Solist in den Jazzclubs der 52nd Street auf, wie dem Hickory House, dem Famous Door sowie im Park Central Hotel.
1931/32 bekam er Gelegenheit, erste Aufnahmen für Columbia einzuspielen, zwei Solo-Nummern mit Gesang und zwei Duette mit dem Trompeter Manny Klein, darunter „You Rascal You“ in der Tradition Louis Armstrongs. Ab 1935/36 nahm Howard für Decca Records auf; seine Gesangsstücke standen unter dem Einfluss des damals populären Fats Waller, dessen Erfolge für Victor andere Label und deren Künstler mit denselben Titeln nachzueifern versuchten, so Vocalion mit Putney Dandridge; Decca Records präsentierte Bob Howard. Neben den zahlreichen Waller-Coverversionen entstand auch Cole Porters „You're the Top“ mit den Decca All Star Review. darunter Benny Carter, Buster Bailey, Ben Webster, Teddy Wilson und Billie Holidays Vater, der Gitarrist Clarence Holiday; 1935 spielte er zwei Seiten mit Teddy Hills Orchester ein („Lulu’s Back in Town“). Im März 1936 platzierte er mit „Wake Up and Sing“ seinen einzigen Hit in den Billboard Top 30.
Bob Howard nahm dann regelmäßig bis 1938 für Decca auf, ohne jedoch an den Erfolg Wallers heranzureichen. Er leitete mehrere Aufnahmesitzungen, bei denen er mit bekannten Musikern wie dem Trompeter Bunny Berigan, Marty Marsala, Barney Bigard, Cecil Scott, Artie Shaw, Benny Morton, Rex Stewart, Frank Froeba und Frank Signorelli begleitet wurde. Bekannte Titel waren „Lost My Rhythm, Lost My Music, Lost My Girl“, „It's Written in the Stars“, „You Hit the Spot“, „Spreadin' Rhythm Around“ und „Wake Up and Sing“. Als Pianist kombinierte Howard seinen eigenen mit Fats Wallers Stil und nahm ab 1937 weitere Stücke auf, die mit Waller in Verbindung gebracht wurden, wie „Beat It Out“, „I'm Sorry I Made You Cry“ und „She's Tall, She's Tan, She's Terrific“. u. a. mit Eddie Farley, Babe Russin, Teddy Bunn, O’Neill Spencer, Stan King, Frank Froeba und Billy Kyle. Die mit Kyle und Spencer eingespielten Nummern erinnern stilistisch an das John Kirby Sextett. Neben Howards Waller-Imitationen spielte er auch eine Komposition ein, die den Marijuana-Konsum anpries, „There Ain't Gonna Be No Doggone Afterwhile“, die eine Version von Stuff Smith’ Cannabis-Hymne „If You're a Viper“ war.
Nachdem sein Vertrag bei Decca 1938 geendet hatte, entstanden 1947 noch zwei Seiten einer 78er für Atlantic Records, bei denen Howard bei seinem Klavierspiel von Everett Barksdale, John Simmons und Cozy Cole begleitet wurde, „Mo'lasses“ und eine Version von „Button Up Your Overcoat“. Ende der 1930er Jahre trat er im New Yorker Club Mamie's Chicken auf und begleitete den Sänger Billy Daniels. Bob Howard blieb dann noch bis in die 1950er Jahre aktiv, u. a. trat er in einer eigenen Fernsehshow bei CBS auf.

## Diskographische Hinweise
- Bob Howard 1932-1935 (Classics)
- Bob Howard 1935-1936 (Classics)
- Bob Howerd 1936-1937 (Classics)
- Bob Howard 1937-1947 (Classics)
- A Chronological Study, Vol. 5  (Rarities)